# Johannes Lange (Schauspieler)

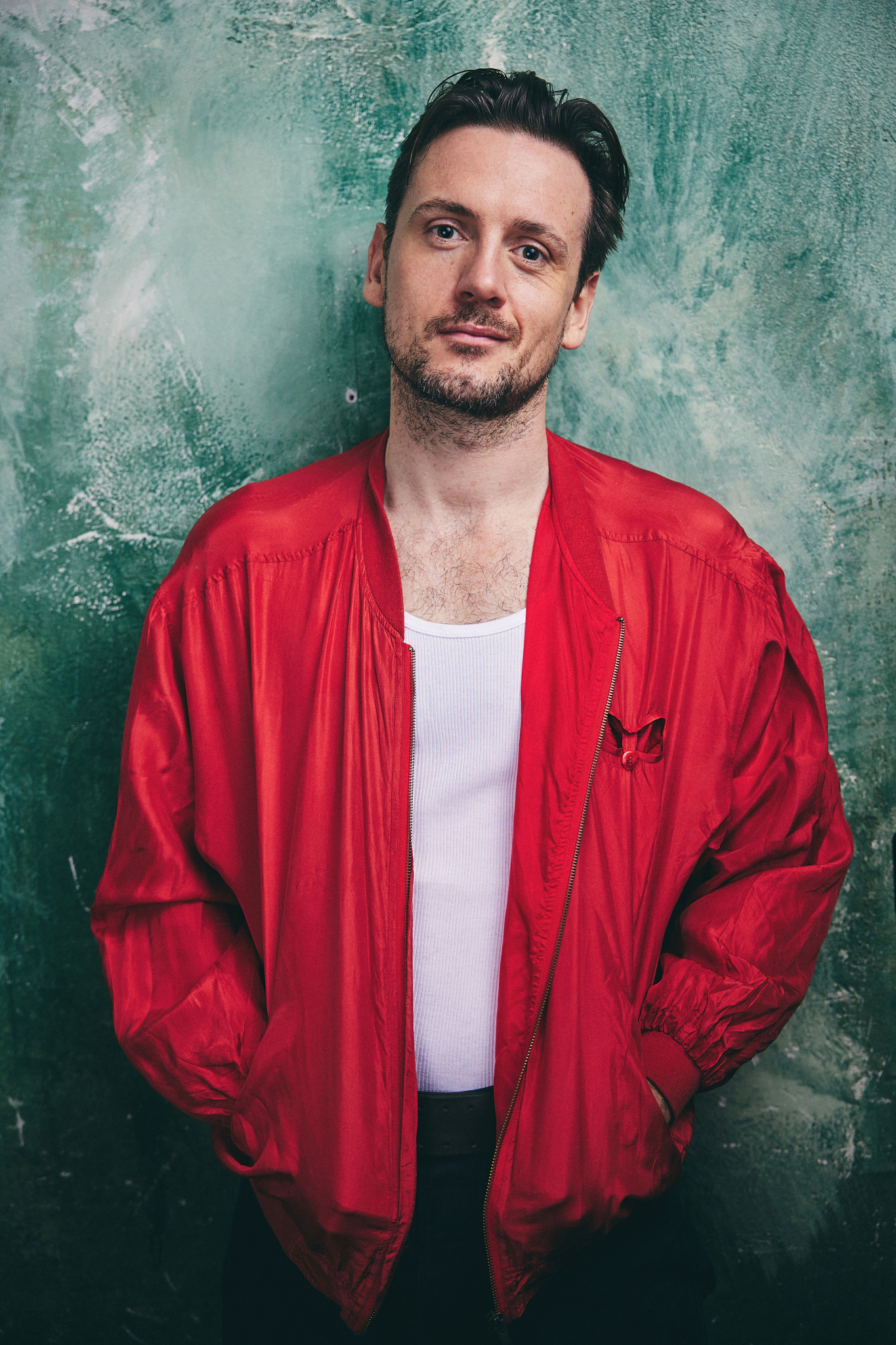
Johannes Lange (2022)

Johannes Lange (* 1989 in Rostock) ist ein deutscher Schauspieler.

## Leben
Johannes Lange, der in Rostock-Lichtenhagen in einer Plattenbausiedlung aufwuchs, absolvierte sein Schauspielstudium von 2010 bis 2014 am Mozarteum in Salzburg. Während seiner Ausbildung hatte er Auftritte beim „Theater im Kunstquartier“ in Salzburg und bei den Salzburger Festspielen.
Sein erstes Erstengagement hatte er von 2014 bis 2019 am Oldenburgischen Staatstheater. Dort arbeitete er u. a. unter der Regie von Peter Hailer, Martin Laberenz, Julia Wissert, Elina Finkel, Tim Tonndorf und Robert Gerloff mit. Zu seinen Bühnenrollen gehörten u. a. Guastalla in Emilia Galotti (2015), Sebastian in Was ihr wollt, Christian de Neuvillette und Le Bret in Cyrano de Bergerac, Mr. Ismay in Titanic sowie als Dracula und Harry Haller in literarischen Bühnenadaptionen nach Bram Stoker und Hermann Hesse.
Seit 2018 arbeitet er als freischaffender Schauspieler. 2018 gastierte er Schauspielhaus Bochum. 2019 spielte er am Oldenburgischen Staatstheater, an der Seite von Alexander Prince Osei als Romeo, den Benvolio in Romeo und Julia. Weitere Engagements hatte er am Hans-Otto-Theater in Potsdam (2020), am Ballhaus Ost, in der „Malzfabrik Berlin“ (2020) und am RambaZamba Theater (2021).
2018 gehörte er zu den Mitbegründern des Tourneetheater-Kollektivs „Rumpel Pumpel Theater“ mit, das in einem alten Marktwagen durch Deutschland reist.
Johannes Lange ist Mitglied der Genossenschaft Deutscher Bühnen-Angehöriger (GDBA). Von 2015 bis 2021 engagierte er sich im Vorstand des „ensemble-netzwerks“. Johannes Lange lebt in Berlin.

## Filmografie (Auswahl)
- 2016: Unter anderen Umständen: Tod eines Stalkers (Fernsehreihe)
- 2020: Big Dating (Fernsehserie, eine Folge)
- 2021: SOKO Leipzig: Auftrag für Hajo (Fernsehserie, eine Folge)